# Церковь Хёэра
Церковь Хёэра — лютеранский храм в городе Хёэр, Южная Швеция. Принадлежит Лундской епархии Церкви Швеции.

## История
Церковь Хёэра была построена датским каменщиком Мортеном Стенмастаре во второй половине XII века. Как и собор в Лунде, она построена из песчаника Хёрсандстен.
Апсида, хор и неф сохранились от средневековой церкви. Неф был расширен в XVII веке. В 1769 году был пристроен северный придел. Нынешняя башня датируется 1821 годом. Её шпиль был построен в 1890 году. В том же году была построена южная крестовина, церковь снабжена лестничными фронтонами. Когда-то храм был богато украшен фресками, появившимися во время реставрации в конце XIX века.
Купель для крещения в церкви является оригинальной. По краю написано руническим шрифтом «Martin mik giarde». Предполагается, что это Мортен Стенмастаре, который сам подписал свою работу.
Самый старый церковный колокол был отлит в Штральзунде в XV веке. Второй по возрасту был первоначально отлит в 1632 году, но несколько раз переделывался, последний раз в 1914 году. Самый новый — 1957 года.
В церкви есть четыре расписных окна 1937 и 1955 годов, два на севере, сделанные Гуннаром Теандером, и два на востоке, выполненные Мартином Сьобломом в 1968 и 1969 годах.

### Галерея

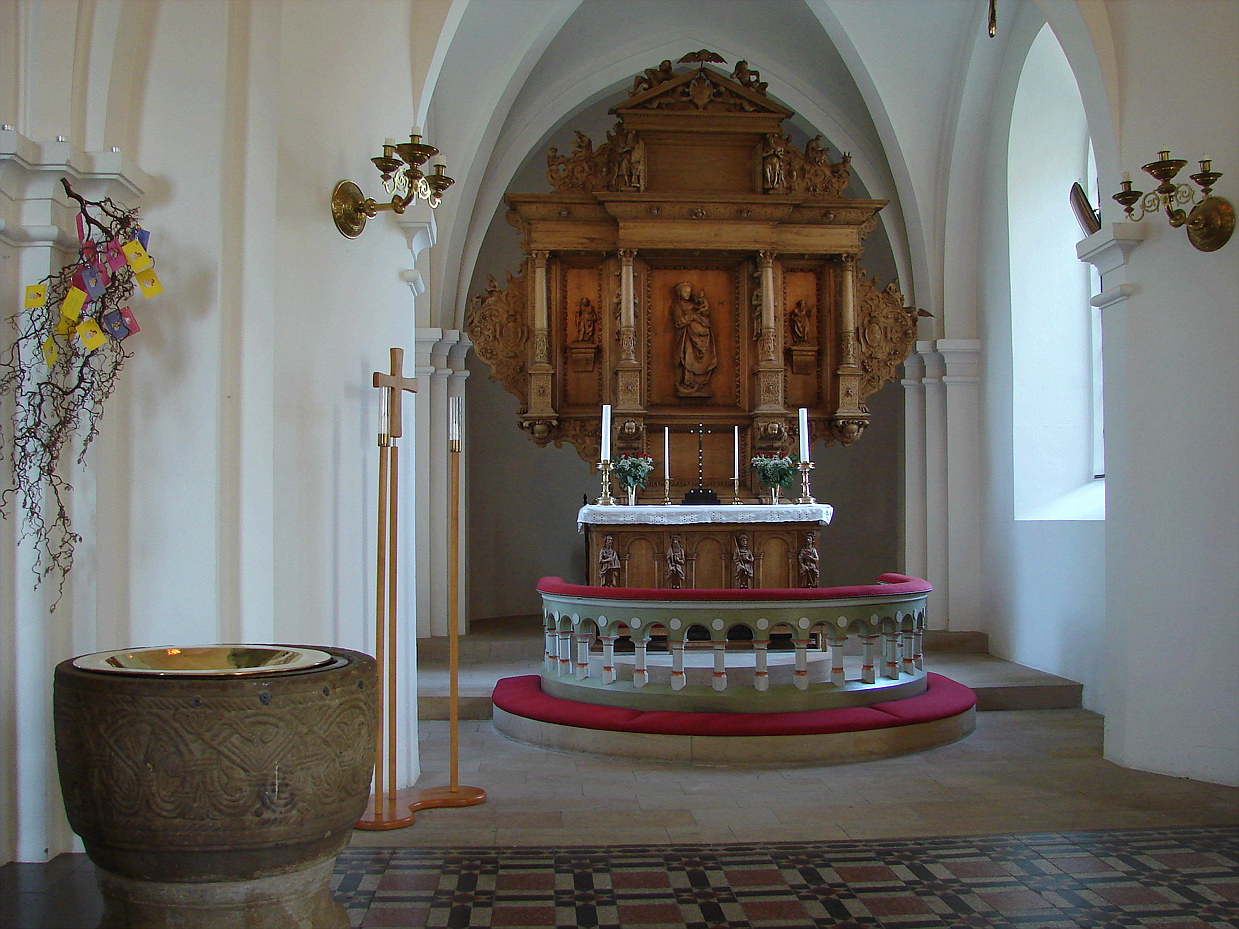
Интерьер церкви